# 25 NIJYU-GO
『25 NIJYU-GO』（にじゅうご）は、東映Vシネマ25周年記念作品として制作された2014年11月1日公開の日本のアクション映画。Vシネマであるが、25周年記念作として特別待遇で劇場公開された。R-15指定。

## あらすじ
交通連合年金基金から現金62億円横領した事務長・九十九信夫（温水洋一）は逃亡の手助けを橘恭子（高岡早紀）に求め、橘恭子は「信用できるほんっとに良いヤクザだから心配しないで」と九十九信夫に約束する。九十九信夫は橘恭子に残り現金25億円を隠し持っていると告白。紹介された田神組組長 田神龍一（小沢仁志）に2億5000万円支払った九十九信夫は、バンコク行きの明日午前5時出航の貨物船を抑えてあると田神組組長に告げられる。西池袋警察署生活安全課の悪徳刑事コンビ、桜井慎太郎（哀川翔）と日影光一（寺島進）は、押収金を着服した不明金250万円が問題となり、翌朝までに250万円提出を署長 高見沢彰（大杉漣）から直々に命じられる。現金を輸送中の九十九信夫を日影刑事が運転する車が轢いたことから悪徳コンビは九十九信夫が現金25億円持っていることを知る。悪徳刑事コンビ、暴力団組長、半グレ集団、中国系マフィアら、悪党25人による現金25億円争奪戦が始まる。

## キャスト
西池袋警察署
- 桜井慎太郎（西池袋警察署生活安全課、悪徳刑事） - 哀川翔
- 日影光一（西池袋警察署生活安全課、桜井の相棒刑事） - 寺島進
- 高見沢彰（西池袋警察署 署長） - 大杉漣
- 大久保正義（西池袋警察署生活安全課 警視） - 嶋田久作
- 松尾大介（西池袋警察署生活安全課 巡査部長） - 金子昇

広域指定暴力団・田神組
- 田神龍一（田神組組長） - 小沢仁志
- 田神一虎（田神組若頭で龍一の実弟） - 小沢和義
- 飛龍勲（田神組相談役） - 石橋蓮司
- 浅野和馬（田神組組員、田神一虎の兄弟分） - 波岡一喜
- 多賀谷（田神組組員） - 本宮泰風
- 鵜飼（龍一の兄貴分） - 工藤俊作
- 南部（龍一の兄貴分） - 菅田俊
- 飛龍相談役の付き人 - 山本修夢

クラブ「たちばな」
- 橘恭子（クラブ「たちばな」オーナー） - 高岡早紀
- 矢作沙織（クラブ「たちばな」のホステス） - 岩佐真悠子

中国系マフィア関係者
- ジョニー・ウォン（マフィア幹部） - 竹中直人
- 女 - 初音映莉子
- 仲介役 - 袴田吉彦

半グレ集団・武蔵連合
- 真田俊也（武蔵連合のナンバー1） - 井上正大
- 赤西（「グヴィエラ」のマスター） - 中村昌也
- 沖原正樹（武蔵連合構成員） - 辻伊吹
- 元大偉（中国雑貨店の親父） - 笹野高史

その他
- 九十九信夫（25億円を横領した交通連合年金基金 理事長） - 温水洋一
- 池田美由紀（日影光一刑事の元妻） - 鈴木砂羽
- 千葉勝利（謎の殺し屋） - 木下隆行（TKO）
- 屋台のオヤジ - 木村祐一
- 廃材置場の管理人 - ブラザートム

## スタッフ
- 監督 - 鹿島勤
- 製作 - 間宮登良松
- エグゼクティブプロデューサー - 加藤和夫
- プロデューサー - 菅谷英智、山口敦規
- キャスティング・プロデューサー：福岡康裕
- 脚本 - 柏原寛司、大川俊道、岡芳郎、ハセベバクシンオー
- 音楽 - 海田庄吾
- 音楽プロデューサー - 津島玄一（東映音楽出版）
- 撮影 - 栢野直樹
- 美術 - 若松孝市
- 照明 - 時苗友一郎
- 録音 - 阿部茂
- デザイナー - 岡村匡一
- 装飾 - 大庭信正
- 編集 - 大畑英亮
- スクリプター - 生田透子
- 助監督 - 大津是
- ラインプロデューサー - 吉崎秀一
- 制作担当 - 石川貴博、馬渕敦史
- 特機 - 実原康之
- 小道具 - 鶴岡久美
- 装置 - 渡部比呂志
- 建具 - 鈴木智彦
- 組付大道具 - 山崎円
- ヘアメイク - 梅原麻衣子、東村忠明、清水深優、田上広美（高岡早紀 担当）
- 衣裳 - 江橋綾子、藤田賢美
- 制作管理 - 角田朝雄
- 制作進行 - 稲垣千春
- 制作主任 - 中野竜馬
- ガンエフェクト - 納富貴久男
- 操演 特殊効果 - 羽鳥博幸
- 操演 車輌 - 村松力（SUN TEC co.,）
- 技斗 - 二家本辰巳
- カースタント - 海藤幸廣
- 視覚効果 - 鹿角剛、大畑智也
- タイトル - 小河原義一
- 音響効果 - 伊藤進一、小島彩（カモメファン）
- 音楽制作 - 東映音楽出版
- 主題歌 - 「STRAY DOG」NAMBA69
- 映像制作 - A.P.P、東北新社
- スチール - 首藤幹夫、白石ちえこ
- 制作プロダクション - 東映東京撮影所
- 制作統括 - 木次谷良助
- 配給 - 東映
- 製作 - 東映ビデオ

## 製作
2014年の7～8月にかけて、群馬県高崎市の廃工場で、キャスト、スタッフ約100人が参加し、ロケが行われた。